# IAR-79
IAR-79 - și, respectiv, mai târziu, IAR-79B - este numele sub care bombardierul italian Savoia-Marchetti SM.79 a fost construit sub licență în România, de către Industria Aeronautică Română, folosind motoare românești IAR K14 de 870 cp, răcite cu aer, în loc de motoarele italiene de tip Alfa Romeo 126 de 780 cp. Modelul a suferit pierderi majore pe Frontul de Răsărit, fapt care a condus la retragerea lor din rolul de bombardiere la funcția de transport în 1945.
În 1942, o altă îmbunătățire în continuare a modelului a fost înlocuirea motoarelor românești IAR K14, răcite cu aer, cu motoare germane de 1200 cp, Junkers Jumo 211, răcite cu apă, fapt ce a dus la creșterea vitezei maxime de la 350 km/h la 405 km/h. Această versiune a purtat numele de IAR 79B.